# Steven de Vreeze
Steven Pieter Marie de Vreeze (Utrecht, 23 september 1951) is een Nederlands politicus voor de PvdA.

## Biografie

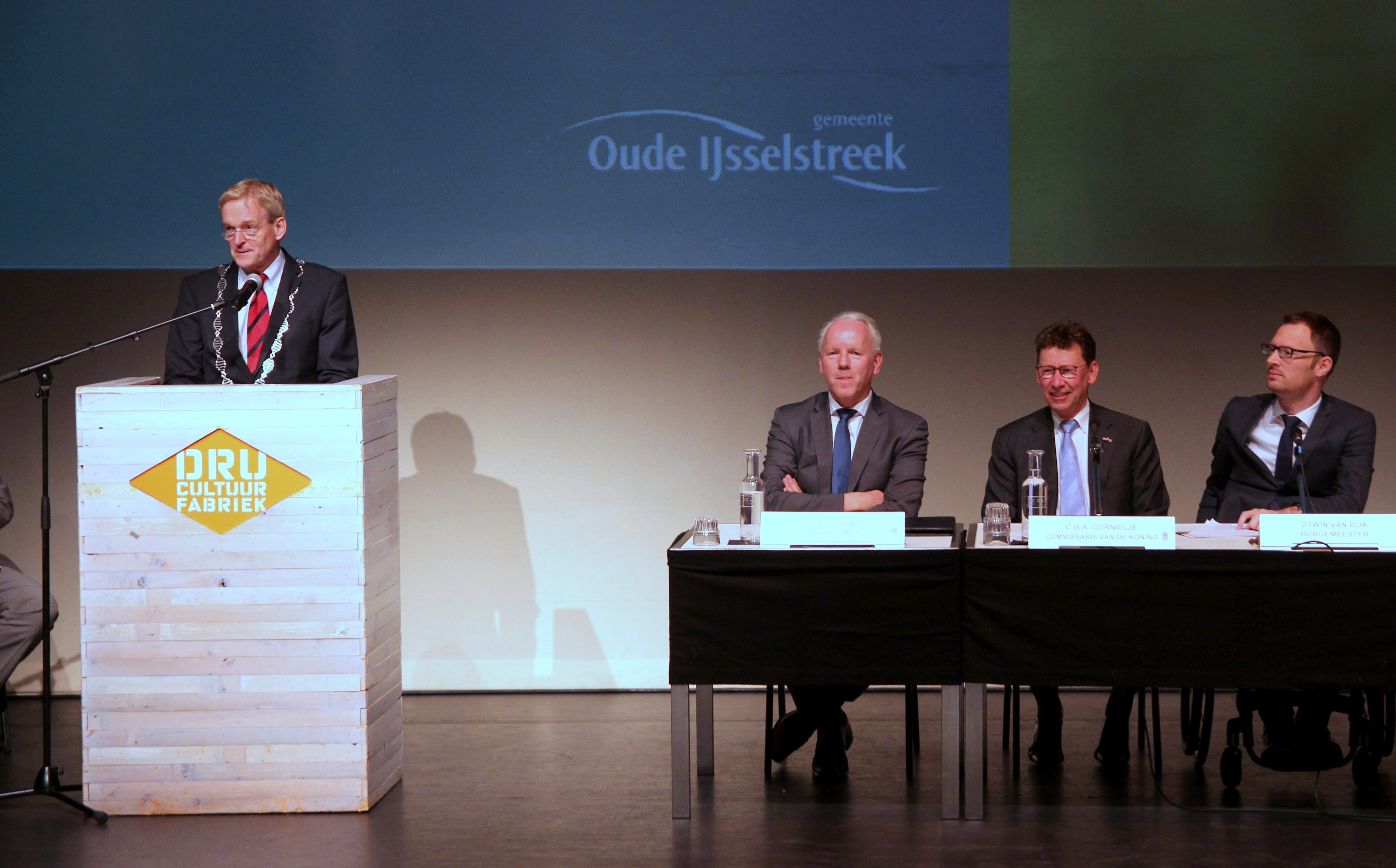
De Vreeze (links) met zijn opvolger in Oude IJsselstreek, Otwin van Dijk (rechts), 2016 in de DRU in Ulft

Steven de Vreeze studeerde bestuurskunde en was van 1984 tot 1995 gemeenteraadslid voor de PvdA in Leiden. Hij was fractievoorzitter van 1988 tot 1991. Van 1991 tot 1994 was hij wethouder in Leiden, waarna hij burgemeester van Enkhuizen was van 1 september 1995 tot 16 juni 2003. Hij werd opgevolgd door Hans Ouwerkerk. In juni 2003 werd hij benoemd tot burgemeester van Tiel. Op 1 januari 2012 werd hem eervol ontslag verleend en ruim een week later werd hij opgevolgd door Hans Beenakker.
In oktober 2012 werd De Vreeze waarnemend burgemeester van Lingewaard. Dat bleef hij tot september 2013, toen hij werd opgevolgd door Marianne Schuurmans-Wijdeven. Vanaf 1 april 2015 was hij waarnemend burgemeester van Oude IJsselstreek. Op 8 juli 2016 werd Otwin van Dijk de burgemeester van die gemeente.